# Piedra rúnica de Ledberg
La piedra rúnica de Ledberg (en sueco: Ledbergsstenen), identificada como Ög 181 en la Rundata, es una piedra rúnica vikinga ubicada en Linköping, provincia de Ostrogotia, Suecia. Situada al norte de la iglesia de Ledberg, perteneciente a la parroquia homónima, se desconoce su ubicación original.

## Descripción
Se trata de una piedra de granito de 287 cm de altura, entre 55 a 95 cm de ancho y 40 cm de grosor. Tiene grabadas imágenes y runas en tres de sus caras. El lado este (estrecho) tiene tallada la imagen de una cruz cristiana con base ornamentada, mientras que los lados sur y norte (las caras anchas), denominados lado A y lado B respectivamente, están cubiertos con figuras masculinas de aspecto militar, imágenes de animales de cuatro patas y la de un barco vikingo. El texto que narra la dedicación comienza en el lado sur de la piedra y continúa en su lado norte.
El grabado de la piedra está fechado en el siglo XI. y la inscripción rúnica está tallada en futhark joven.
No se conoce el sitio original de la piedra, pero se sabe que en el siglo XVII formaba parte del muro de la sacristía de la antigua iglesia románica de Ledberg, de principios siglo XII, con el lado B dirigido hacia fuera. Cuando la iglesia fue demolida en 1847, la piedra se colocó en la pared del cementerio, para luego ser reubicada en 1852 en su sitio actual. Fue el anticuario nacional sueco quien propuso este lugar, mientras que el bibliotecario diocesano iba a colocarla en la cima del cercano túmulo de Ledbergs.

### La inscripción
En caracteres latinos (caras A y B, respectivamente):

(b)isi * sati : st[(n)] : þisi : iftiʀ : þurkut : u----þi : faþur

: sin : uk : þu : kuna : baþi : þmk:iii:sss:ttt:iii:l[(l)]l :

En nórdico antiguo oriental:

Bisi satti stæin þennsi æftiʀ Þorgaut ..., faður

sinn ok þau Gunna baði. Þistill/mistill/kistill.

En español:

Bisi erigió esta piedra en memoria de Torgöt ..., padre

el suyo, los dos (Bisi) y Gunna (colocaron la piedra). Tistel, mistel, kistel.

### Interpretación
Según el grabado, que está incompleto, la piedra fue erigida por Bisse y Gunna en memoria de Torgöt. Bisse era hijo de Torgöt, pero no está claro si Gunna era su esposa o la de Bisse, o bien la hija de Torgöt y por tanto hermana de Bisse.
Salvo una, todas las figuras de personas que cubren la piedra llevan casco, barba y algún otro motivo castrense (escudo o lanza). La figura tallada en la parte superior del lado sur, sin embargo, no cuenta con estos elementos, y además tiene uno de sus pies en la boca de una bestia de cuatro patas. Esto podría indicar que se trata de un retrato de Odin siendo devorado por el gigantesco lobo Fenrir en la batalla final del Ragnarök en la mitología nórdica. La batalla y la muerte de Odin son narrados en el poema Völuspá de la Edda poética. Los cascos de las demás figuras son cónicos, de forma similar a los que aparecen en el tapiz de Bayeux.
La última parte de la inscripción, el conjunto de palabras þmk iii sss ttt iii lll (translit. þistil mistil kistil), se ha interpretado tradicionalmente como un galdr (hechizo o embrujo rítmico).stas palabras, que significan literariamente cardo, muérdago y ataúd (rimando en su lengua original), ya se conocen en otras inscripciones, como la DR 239 de Gørlev (Dinamarca).